# GW150914
GW150914 est le nom du signal à l’origine de la première observation directe d’ondes gravitationnelles annoncée le 11 février 2016 par les laboratoires LIGO et Virgo. La détection a été faite le 14 septembre 2015 à 9 h 50 min 45 s UTC sur les deux sites américains jumeaux LIGO construits dans les États de Louisiane et de Washington à trois mille kilomètres de distance.
La forme d’onde correspond aux prédictions de la relativité générale concernant la chute en spirale et la fusion d’une paire de trous noirs et l’effet provoqué par le trou noir résultant. Il s’agit de la première observation directe de trous noirs, et d’une fusion de trous noirs binaires, démontrant par là même l’existence d’un tel système, et qu’une telle fusion peut survenir durant le temps de Hubble. Cet événement inaugure l’astronomie gravitationnelle, une nouvelle branche de l’astronomie.

## Contexte
Les ondes gravitationnelles, ou ondes de gravitation,,, sont des oscillations de la courbure de l'espace-temps. Elles se propagent à la vitesse de la lumière dans le vide, (il s'agit en ce cas aussi bien de leur vitesse de phase que de leur vitesse de groupe).
Leur existence est prédite dès 1916 par le physicien Albert Einstein sur la base de sa théorie de la relativité générale,,,. Antérieurement, le phénomène est pressenti par le mathématicien et physicien français Henri Poincaré. Einstein et d'autres physiciens se sont tout de suite demandé si ces ondes avaient une existence matérielle ou si elles étaient de purs artefacts résultant du calcul, Einstein lui-même changeant plusieurs fois d'avis sur le sujet.
Des preuves indirectes de l'existence des ondes gravitationnelles ont été obtenues en 1974 grâce à l'observation du mouvement du pulsar binaire PSR B1913+16, pour laquelle Russell Alan Hulse et Joseph Hooton Taylor, Jr. reçoivent le prix Nobel de physique en 1993. Les systèmes binaires, tels que les trous noirs binaires, émettent des ondes gravitationnelles. Cela réduit leur orbite et conduit à un mouvement de chute en spirale de l'un vers l'autre (inspiral) et finalement, dans le cas de deux trous noirs, à leur fusion.
Le 17 mars 2014, la collaboration BICEP annonce avoir détecté des ondes gravitationnelles primordiales. Mais, le 9 février 2016, leur détection est invalidée par la collaboration Planck.

## Développement de LIGO

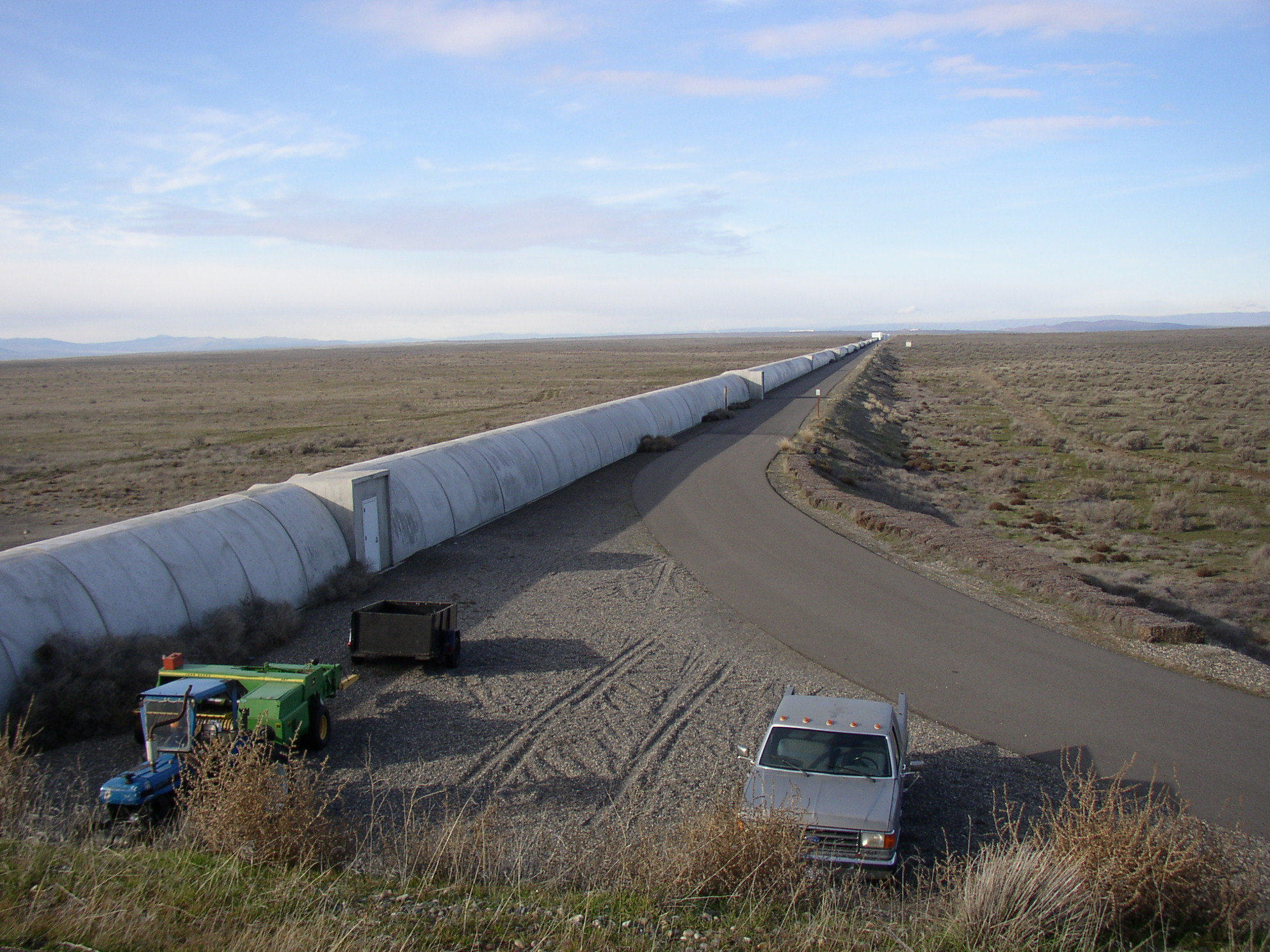
Le bras nord de l’observatoire LIGO à Hanford.

LIGO fait fonctionner deux observatoires d’ondes gravitationnelles à l’unisson : l’observatoire LIGO de Livingston (30° 33′ 46,42″ N, 90° 46′ 27,27″ O) à Livingston en Louisiane et l’observatoire LIGO de Hanford, sur le complexe nucléaire de Hanford (46° 27′ 18,52″ N, 119° 24′ 27,56″ O) situé près de Richland dans l’état de Washington. Ces sites sont distants de 3 002 kilomètres l’un de l’autre. Les observatoires comparent les signaux de leurs interféromètres laser. Les premières mesures de LIGO entre 2002 et 2010 n’ont détecté aucune onde gravitationnelle. S’est ensuivi un arrêt de plusieurs années durant lesquelles les détecteurs ont été remplacés par des versions améliorées dites « Advanced LIGO ». En février 2015, les deux détecteurs avancés ont été placés en mode ingénierie, avec des observations scientifiques formelles qui ont commencé le 18 septembre 2015.
Tout au long du développement et des observations de la première phase de LIGO, plusieurs « injections à l’aveugle » de faux signaux d’ondes gravitationnelles ont eu lieu pour tester la capacité des chercheurs à identifier de tels signaux. Afin de protéger l’efficacité des injections à l’aveugle, seulement quatre scientifiques du LIGO avaient connaissance de telles injections, et cette information était dévoilée seulement après que le signal avait été complètement analysé par les chercheurs. Cependant, aucun test de ce type n’avait eu lieu en septembre 2015 lorsque GW150914 a été détectée.

## L’événement GW150914

### Détection de l’événement
GW150914, qui se nomme ainsi d’après les initiales des mots « Gravitational Wave » (traduction anglaise de onde gravitationnelle) suivies de la date de sa détection, a été observé par les détecteurs LIGO de Hanford et de Livingston à 9 h 50 min 45 s UTC le 14 septembre 2015. Le signal provenait de l’hémisphère céleste sud (en), globalement dans la direction des nuages de Magellan (mais la source est située bien au-delà d’eux),. Le signal a duré plus de 0,2 s, et a augmenté de fréquence et d’amplitude pendant environ huit cycles de 35 à 150 Hz,. Il a été décrit comme un « pépiement » (chirp en anglais) d’oiseau. La détection a été signalée dans les trois minutes qui ont suivi l’acquisition du signal via l’utilisation de méthodes de recherche à faible latence qui fournissent une première analyse rapide des données recueillies par les détecteurs. Le premier observateur à en avoir pris connaissance est un chercheur italien, Marco Drago, en post-doctorat à l’institut Max-Planck de physique gravitationnelle à Hanovre en Allemagne. On a d’abord cru que le signal n’était pas réel et qu’il s’agissait d’un signal test.
Une analyse statistique plus détaillée de la prise de données d’une période de seize jours collectées entre le 12 septembre et le 20 octobre 2015 a permis d’exclure que GW150914 provienne du bruit de l’expérience, avec une signification statistique de plus de 5,1 σ, soit un intervalle de confiance de 99,99998 %. Le signal a été vu à Livingston sept millisecondes avant qu’il ne soit vu à Hanford, ce qui est compatible avec un temps de propagation de l’onde gravitationnelle à la vitesse de la lumière entre les deux sites,.
Au moment de l’événement, le détecteur d’ondes gravitationnelles Virgo (près de Pise en Italie) était à l’arrêt pour une amélioration de ses équipements ; s’il avait été opérationnel, il aurait probablement été assez sensible pour détecter le signal. GEO600 (près de Hanovre en Allemagne) n’était pas assez sensible pour détecter le signal. Par conséquent, aucun de ces détecteurs n’a été capable de confirmer le signal mesuré par LIGO.

### Origine astrophysique

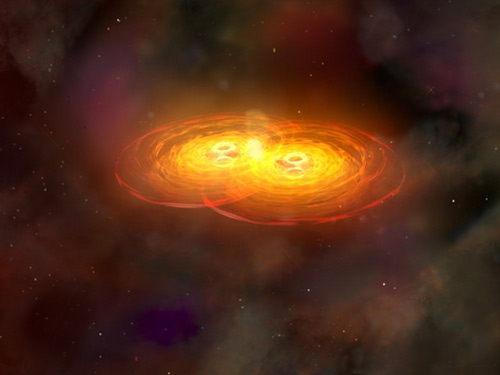
Vue d’artiste de deux trous noirs fusionnant.

L’événement a eu lieu à une distance de luminosité de 410+160
 −180 mégaparsecs, (déterminé par l’amplitude du signal), ou 1,3 ± 0,6 milliard d’années-lumière, correspondant à un décalage vers le rouge cosmologique de 0,09+0,03−0,04 (intervalle de confiance de 90 %). L’analyse du signal au travers du décalage vers le rouge présumé a suggéré qu’il a été produit par la fusion de deux trous noirs avec des masses respectives de 36+5
 −4 et 29 ± 4 fois celle du Soleil, conduisant à un trou noir post-fusion de 62 ± 4 masses solaires. La différence d'énergie de 3,0 ± 0,5 masses solaires a été rayonnée sous forme d’ondes gravitationnelles, en accord avec l’équivalence masse–énergie.
Le pic d’énergie rayonnée par l’onde gravitationnelle, d’une puissance d’environ 3,6×1049 W était supérieur à la puissance lumineuse rayonnée par toutes les étoiles de l’univers observable,,,. Kip Thorne a indiqué : « La puissance totale libérée dans les ondes gravitationnelles pendant la brève collision était cinquante fois plus grande que toute la puissance diffusée par toutes les étoiles de l’univers mises ensemble. »
Pendant la durée de 0,2 s du signal détectable, la vitesse tangentielle relative (orbitale) des trous noirs a augmenté de 30 % à 60 % de la vitesse de la lumière. La fréquence orbitale de 75 Hz (la moitié de la fréquence de l’onde gravitationnelle) signifie que les objets orbitaient l’un autour de l’autre à une distance de seulement 350 km avant qu’ils ne fusionnent. Ce rayon orbital proche implique que les objets doivent être des trous noirs, étant donné qu’aucun autre couple d’objets connu ayant ces masses ne peuvent orbiter si près l’un de l’autre avant de fusionner. Ainsi un couple trou noir-étoile à neutrons aurait-il fusionné à une fréquence plus basse ; l’étoile à neutrons la plus massive connue a deux masses solaires, et on a une limite supérieure théorique de trois masses solaires pour une étoile à neutrons stable, de sorte qu’un couple d’étoiles à neutrons n’aurait pas une masse suffisante pour expliquer la fusion à moins que des alternatives exotiques n’existent, comme les étoiles à bosons,,. Pour Thibault Damour — théoricien qui a prévu en 2000, en collaboration avec Alessandra Buonanno, les effets du signal qui a été observé — l’importance de cette observation tient à ce que c’est « la première fois qu’on a une preuve directe de l’existence de trous noirs, et surtout que deux trous noirs peuvent fusionner [...] Ça c’est encore plus important. Ça mérite un prix Nobel surtout pour la découverte des deux trous noirs »,.
La décroissance de la forme d’onde après avoir atteint un sommet était compatible avec les oscillations amorties de la détente d’un trou noir vers une configuration de fusion finale. Bien que le mouvement de tournoiement puisse être bien décrit à partir de l’analyse du signal, l’étape de fusion dans le régime de fort champ gravitationnel peut uniquement être résolue dans le cas général par des simulations à grande échelle (en).
L’objet post-fusion est supposé être un trou noir de Kerr (c’est-à-dire en rotation) avec un paramètre de spin de 0,67+0,05−0,07,.

### Localisation de l’événement
Les détecteurs d’ondes gravitationnelles surveillent l’ensemble du ciel sans moyen de déterminer l’origine spatiale des signaux. Un réseau d’instruments est nécessaire pour reconstruire la localisation de l’événement dans le ciel. Avec seulement les deux instruments de LIGO en mode observationnel, la localisation de la source de GW150914 peut seulement être reconstruite avec une zone en forme de banane. Cela a été fait avec l’analyse du retard en temps de 6,9+0,5−0,4 ms, en tenant compte de l’amplitude et de la cohérence de phase entre les deux détecteurs. Cette analyse a produit une région crédible de 140 deg2 (50 % de probabilité) ou de 590 deg2 (90 % de probabilité) située principalement dans l’hémisphère céleste sud (en).

### Suivi électromagnétique et neutrino
Cette zone du ciel a été ciblée par des observations qui ont suivi dans le domaine des longueurs d’onde des ondes radios, optique, proche infrarouge, rayons X et gamma ainsi que par des recherches de neutrinos coïncidents.

#### Suivi électromagnétique
Le télescope Gamma Burst Monitor du Fermi Gamma-ray Space Telescope a détecté un faible sursaut gamma au-dessus de 50 keV, commençant 0,4 s après l’événement détecté par le LIGO et avec une région d’incertitude coïncidant avec l’observation faite par le LIGO. Il a été indiqué que les deux observations étaient corrélées, avec une probabilité de fausse alerte de 0,0022. Si on les combine, les deux observations réduisent l’intervalle de confiance de 90 % de 601 à 199 degrés carrés,.
Cependant, des observations utilisant le télescope INTEGRAL, via l’instrument couvrant tout le ciel SPI-ACS, indiquent que la quantité d’énergie émise par l’événement sous forme de rayons X durs et de rayons gamma est inférieure à une partie par million de l’énergie émise sous forme d’ondes gravitationnelles. Cette étude conclut que « cette limite exclut la possibilité que l’événement soit directement associé avec une radiation gamma substantielle, dirigée vers l’observateur ».
Des observations par le télescope spatial SWIFT des galaxies proches de la région de détection, deux jours après l’événement, n’ont détecté aucune nouvelle source de rayons X, de lumière visible ou ultraviolette.

#### Discussion
Le 24 février 2016, Abraham Loeb publie sur arXiv un article dans lequel il décrit un scénario pouvant expliquer l’observation de cette onde gravitationnelle par LIGO et le possible sursaut gamma repéré par le télescope spatial Fermi, si son origine astrophysique était confirmée. Loeb fait l’hypothèse que dans une étoile très massive en rotation rapide d’une masse supérieure à 100 fois celle du Soleil, la force centrifuge qui s’exerce durant son effondrement conduirait à la formation d’une barre tournante, puis de deux masses denses à ses extrémités (donnant à l’ensemble une forme d’haltère) et finalement d’un couple de trous noirs. Une fusion « classique » de trous noirs ne doit pas produire d’émissions électromagnétiques, mais dans ce scénario, de la matière accrétée autour du trou noir final pourrait expliquer le sursaut gamma, d’une durée de une seconde et repéré 0,4 seconde après l’onde gravitationnelle, détecté par Fermi,,,.

#### Recherche de neutrinos coïncidents
La recherche de neutrinos coïncidents a été effectuée par les télescopes ANTARES et IceCube. La fusion de deux trous noirs peut en effet produire des émissions électromagnétiques et des neutrinos de haute énergie dans le cas où la fusion s’effectuerait dans un environnement suffisamment dense en matière baryonique et qu’un système trou noir-disque d’accrétion est formé. Le télescope ANTARES n’a détecté aucun neutrino candidat dans une fenêtre de ±500 secondes avant et après GW150914. Le télescope IceCube a quant à lui détecté trois neutrinos dans ce même intervalle de temps. Un événement a été identifié comme provenant de l’hémisphère sud et deux provenant de l’hémisphère nord. Cela est compatible avec le niveau de détection du bruit de fond. Aucun des candidats n’est compatible avec la zone de 90 % de niveau de confiance. Bien qu’aucun neutrino n’ait été détecté, l’absence d’observation a permis d’établir une limite sur le nombre de neutrinos émis lors de ce type d’événement astrophysique.

### Annonce
L’annonce de la détection a été faite le 11 février 2016 lors d’une conférence de presse à Washington, D.C. par David Reitze, le directeur général de LIGO, accompagné de spécialistes tels que Gabriela González de l’Université de Louisiane, Rainer Weiss du MIT et Kip Thorne de Caltech. D’autres conférences de presse ont eu lieu simultanément dans le monde, comme à EGO, Cascina en Italie, et au siège du CNRS à Paris.
L’article de l’annonce initiale a été publié pendant la conférence de presse dans Physical Review Letters, accompagné d’autres articles publiés peu de temps après ou disponibles immédiatement en pré-impression (voir le LIGO Open Science Center et les pré-impressions sur ArXiv). Le choix de publier les résultats dans Physical Review Letters plutôt que dans Nature ou Science a été décidé par le LIGO au cours d’un vote ; Physical Review Letters ayant reçu une large majorité des votes.
Parallèlement à la conférence de presse, Barry Barish a donné une présentation de la découverte scientifique à la communauté physique au CERN près de Genève en Suisse.

### Récompenses
En mai 2016, la collaboration dans son ensemble, et en particulier, Ronald Drever, Kip Thorne et Rainer Weiss, ont reçu le prix de physique fondamentale pour l’observation des ondes gravitationnelles. Drever, Thorne, Weiss et l’équipe LIGO ont également reçu le prix Peter-Gruber de cosmologie. Drever, Thorne et Weiss ont aussi été récompensés par le prix Shaw 2016 en astronomie, et par le prix Kavli 2016 en astrophysique. Barish a été récompensé par le prix Enrico Fermi 2016 de la Société italienne de physique (it) (Società Italiana di Fisica). En janvier 2017, la porte-parole de LIGO, Gabriela González, et l’équipe LIGO ont reçu le prix Bruno Rossi 2017.
En 2017, le prix Nobel de physique a été décerné à Rainer Weiss, Barry Barish et Kip Thorne « pour leurs contributions décisives au détecteur LIGO et à l’observation des ondes gravitationnelles ».

## Conséquences

### Détections futures
Compte tenu de la brillance de cette détection, les chercheurs s’attendent à ce qu’elle soit la première d’une série d’autres détections durant la première année d’opération des détecteurs de Advanced LIGO. Au cours de sa prochaine campagne d’observation, il est prévu de détecter cinq fusions de trous noirs du type GW150914 de plus et de détecter quarante fusions d’étoiles binaires chaque année, avec par ailleurs un nombre inconnu de sources d’ondes gravitationnelles plus exotiques, certaines d’entre elles ne pouvant pas être anticipées par les théories actuelles. Des améliorations prévues espèrent doubler le rapport signal sur bruit, multipliant ainsi par un facteur dix le volume de l’espace dans lequel des événements tels que GW150914 pourront être détectés. Par ailleurs, Advanced Virgo, KAGRA et un éventuel troisième détecteur LIGO en Inde étendront le réseau et amélioreront significativement la reconstruction de la position et l’estimation des paramètres des sources.
Laser Interferometer Space Antenna (LISA) est une mission proposée pour détecter les ondes gravitationnelles dans l’espace. La gamme de sensibilité proposée par LISA permettrait de détecter les systèmes binaires tels que GW150914 environ mille ans avant qu’ils ne fusionnent. Un tel observatoire fournirait une classe de sources précédemment inconnue, et pourrait les détecter jusqu’à une distance d’environ dix mégaparsecs.

### Test expérimental de la relativité générale
Les propriétés fondamentales, la masse et le spin, du trou noir post-fusion étaient compatibles avec celles des deux trous noirs pré-fusion, suivant les prédictions de la relativité générale. Il s’agit du premier test de la relativité générale dans le régime de fort champ,. Aucune preuve remettant en cause les prédictions de la relativité générale n’a pu être établie.

À la suite de l’annonce de la découverte, Thibault Damour a déclaré : 
« Cela, c’est la preuve [...] de la dynamique de l’espace-temps quand deux trous noirs fusionnent, ce qui est une confirmation de la théorie d’Einstein à un niveau inégalé. »

### Astrophysique
Les masses des deux trous noirs pré-fusion fournissent des informations sur l’évolution stellaire. Les deux trous noirs étaient plus massifs que les trous noirs stellaires précédemment découverts, ce qui avait été déduit des observations de binaire X. Cela implique que les vents solaires en provenance de leur étoile doivent être relativement faibles et donc que leur métallicité (fraction de la masse des éléments chimiques plus lourds que l’hydrogène et l’hélium) doit être plus faible qu’environ la moitié de la valeur solaire.
Le fait que les deux trous noirs pré-fusion étaient présents dans un système d’étoiles binaires ainsi que le fait que le système était assez compact pour fusionner dans le temps de l’âge de l’univers contraignent soit l’évolution des étoiles binaires soit les scénarios de formation dynamique, selon la façon dont le trou noir binaire a été formé. La vitesse qu’un trou noir acquiert à sa formation lors de l’effondrement du cœur d’une supernova (natal kick (en)) n’est pas toujours élevée. Sinon, les systèmes binaires dans lesquels une supernova se transforme en trou noir seraient affectés ; les trous noirs dans les amas globulaires auraient une vitesse dépassant la vitesse de libération de l’amas et seraient éjectés avant d’être capables de former un système binaire par interaction dynamique.
La découverte de la fusion elle-même augmente la limite inférieure du taux d’occurrence de tels événements et rejette certains modèles théoriques qui prévoyaient, des taux inférieurs à 1 Gpc−3a−1. L’analyse a conduit à l’abaissement de la limite supérieure du taux d’occurrence d’événements similaires à GW150914 d’environ 140 Gpc−3a−1 à 17+39
 −13 Gpc−3a−1.

### Graviton
Le graviton est une particule élémentaire hypothétique associée à la gravité, et serait sans masse si, comme on le pense, la gravitation a une portée infinie ; plus un boson de jauge est massif, plus la portée de la force associée sera courte, ainsi la portée infinie de la lumière est la conséquence du fait que le photon n’a pas de masse ; en supposant que le graviton soit en effet le boson de jauge de la future théorie quantique de la gravitation, la portée infinie de la gravité implique que l’hypothétique graviton serait également sans masse. Les observations de GW150914 améliorent sensiblement — en la diminuant d’un facteur trois environ — la limite supérieure de la masse du graviton à 2,16×10-58 kg (ce qui correspond à 1,2 × 10−22 eV c−2 ou à une longueur d’onde de Compton plus grande que 1013 km, soit environ une année-lumière).